# Куперен, Луи
Луи́ Купере́н (фр. Louis Couperin; ок. 1626, Шом-ан-Бри — 29 августа 1661, Париж) — французский композитор, органист и клавесинист. Первый значительный представитель известной французской музыкальной династии Куперенов.

## Биография
О жизни Луи Куперена известно сравнительно немного. Большая часть доступных сведений содержится в «Le Parnasse François» Эврара Титона дю Тилле, знаменитом сборнике биографий известных деятелей искусств, а также в подписях к органным сочинениям Куперена, в которых композитор часто указывал не только дату, но и место сочинения. Куперен родился около 1626 года в Шом-ан-Бри, маленьком провинциальном городке. Он был старшим сыном Шарля Куперена, органиста одной из церквей в Бри; два его младших брата — Шарль и Франсуа — тоже стали музыкантами. К 1650 году Куперен уже сочинял, но был, как и все Куперены, известен только в родных местах. Согласно рассказу Титона дю Тилле, около 1650 года в Бри проездом находился Жак Шамбоньер, клавесинист короля Франции. Молодые Куперены дали концерт в честь важного гостя, исполнив произведения, написанные Луи; Шамбоньер был настолько впечатлён, что вскоре взял молодого человека с собой в Париж и предоставил свою протекцию. В 1651 году Луи уже жил в Париже, и следом за ним последовали и его братья. Девятого апреля 1653 Луи получил место органиста церкви Сен-Жерве, а позже и место гамбиста при дворе. Карьера молодого композитора, по-видимому, складывалась исключительно удачно. В середине 1650-х годов ему было предложено заменить Шамбоньера и стать клавесинистом короля, но Луи отказался из уважения к другу и бывшему учителю. Он продолжал работать в Сен Жерве и при дворе Людовика XIV, и, возможно, подрабатывал у аристократических семейств в Мёдоне. В 1661, в возрасте 35 лет, Луи Куперен умер; причина смерти неизвестна.

## Музыка

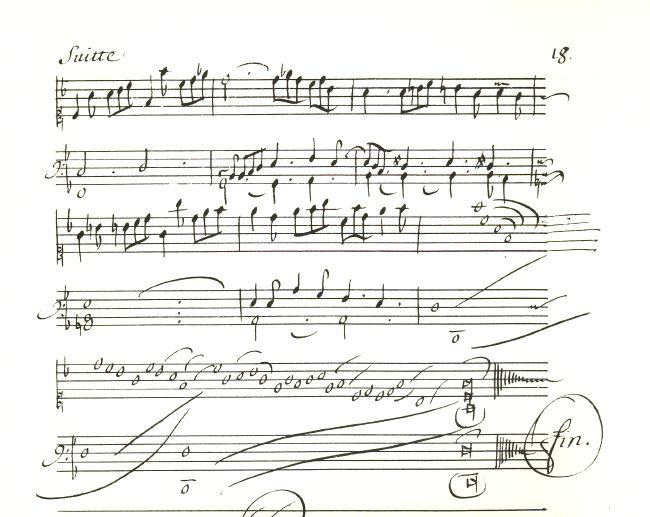
Отрывок произведения Куперена из манускрипта Bauyn: переход от строгой нотации к изобретённой Купереном свободной

Куперен был очень плодовитым композитором, но не успел опубликовать свои сочинения. Его музыка сохранилась лишь в манускриптах, главным образом в Bauyn, Parville (клавесинные произведения) и Oldham (органные). Бо́льшая часть его клавесинных сочинений — танцы, как обычные для того времени (аллеманды, сарабанды, куранты, жиги), так и более редкие формы (бранль, вольта, и т. п.). Эти произведения представляют собой следующую ступень развития стиля, намеченного Шамбоньером. Особняком в клавесинной музыке Куперена стоят его чаконы и пассакальи, и, в особенности, неритмизованные прелюдии, для которых Куперен придумал оригинальный способ нотации (все или почти все ноты записываются как целые, а фразировка и прочие аспекты исполнения передаются многочисленными изящными линиями). Музыка Куперена обнаруживает влияние стиля (немецкого композитора) Иоганна Якоба Фробергера (возможно, Куперен был лично знаком с ним).
Органная музыка Куперена оставалась неизвестной на протяжении нескольких сотен лет и была открыта лишь в 1950-х годах, а её публикация затянулась ещё на несколько десятков лет. Органное наследие композитора составляет около 70 произведений, в основном фуг (часто называемых «фантазиями») и обработок церковных гимнов. Среди основных черт — попытки уйти от полифонической строгости более ранних французских органистов (Тителуза, Раке, и т. д.) и выписанная в нотах регистровка. Обе черты позже становятся характерными для всей французской органной школы. То же можно сказать о ряде мелодических оборотов в органной музыке Куперена, в особенности октавных скачков в басу.